# マウンテン (バンド)
マウンテン（Mountain）は、アメリカ合衆国ニューヨーク州出身のハードロック・バンドである。グランド・ファンク・レイルロード（Grand Funk Railroad）と並び、1970年代前半のアメリカン・ハードロックの草創期から活動する代表的グループとして知られる。

## 歴史

### 結成まで
1967年、ニューヨークを拠点に活動していたプロデューサーのフェリックス・パパラルディは、ロング・アイランド出身のバンドのヴァグランツをアトコ・レコードに推薦して契約を成立させ、彼等に自作曲を提供してプロデュースを担当してシングル発表させた。
1969年、パパラルディはヴァグランツのレスリー・ウェスト（ギター、ボーカル）のソロ・デビュー・アルバム『マウンテン』のプロデューサーを務めて、曲作りにも参加しベースとキーボードを演奏し、同アルバムを自ら設立したウィンドフォール・レコードから発表した。その後、パパラルディ（ベース、ボーカル）とウェストは『マウンテン』の制作に参加したN.D.スマート（ドラムス）、元ジ・デヴィルズ・アンヴィル、ウイングスのスティーヴ・ナイト（キーボード）とマウンテンを結成した。

### 1969年‐1972年
彼等は1969年7月にフィルモア・ウェストでライブ・デビューし、8月16日にはウッドストック・フェスティバルに出演した。その後、カナダ出身で当時エナジーのメンバーだったコーキー・レイングが、スマートに代わってドラマーとして加入した。
1970年、デビュー・アルバム『勝利への登攀』を発表。同アルバムからのシングル「ミシシッピー・クイーン」が全米21位のヒットとなった。同曲は1971年の映画『バニシング・ポイント』の挿入曲に使用され、日本でもフジテレビの番組「ひらけ!ポンキッキ」でかなりの間使用された。
1971年、2作目『ナンタケット・スレイライド』がアメリカのBillboard 200で彼等のアルバムとしては最高の16位を記録した。1972年には日本で同アルバムからのシングル「暗黒への旅路」がヒットした。
1971年末、片面にスタジオ録音、片面にライブ録音を収録した3作目『悪の華』を発表。デビュー以来ツアーに明け暮れた結果、ハード・ロック志向を強めるウェストと、ミシガン大学でクラシックを専攻した素養を生かしプログレッシヴ・ロック志向を強めたパパラルディとの対立で1972年初めに解散した。ウェストとレイングはジャック・ブルースとウェスト、ブルース&レイング（WBL）を結成。パパラルディも自前のバンドにおける活動に移る。

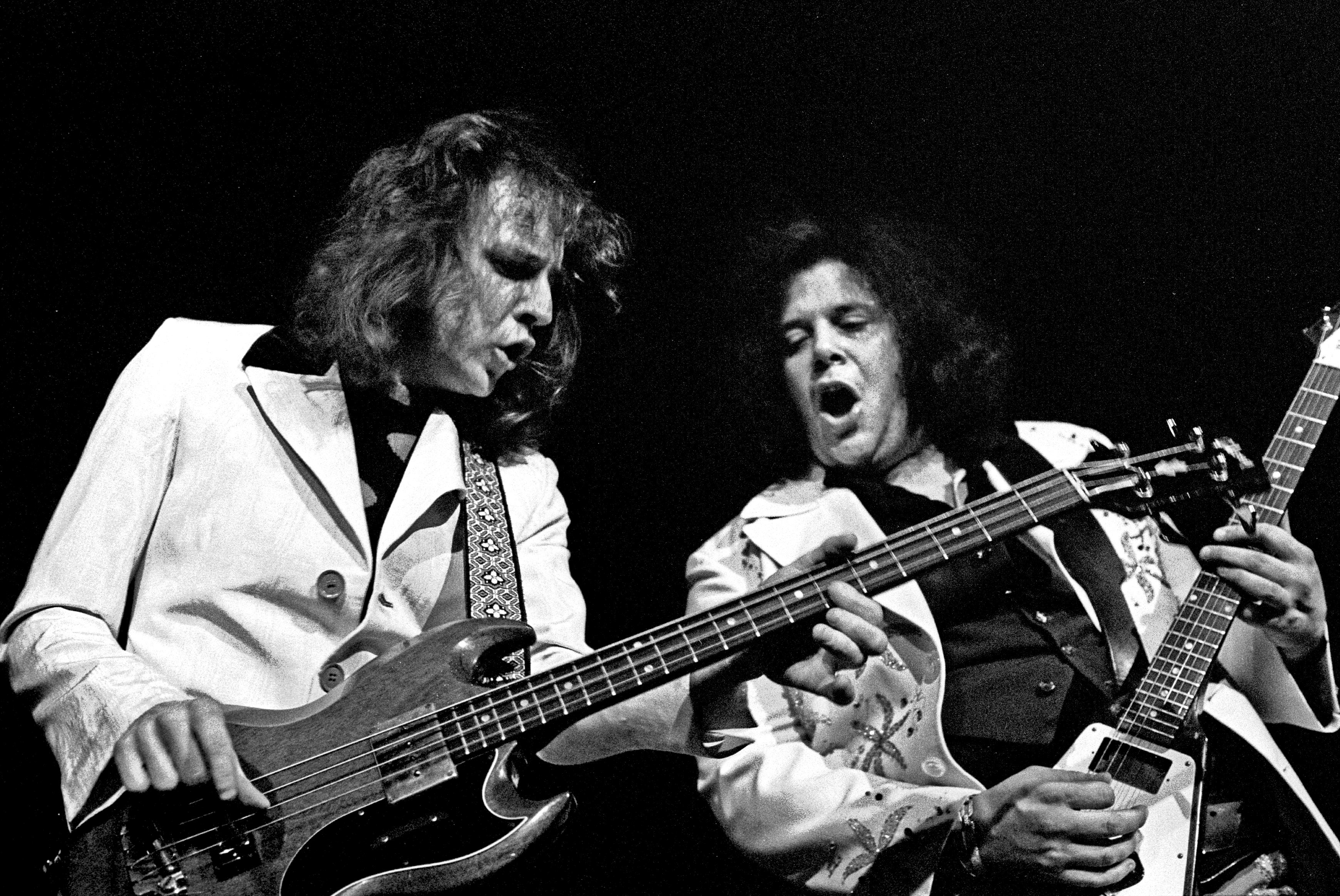
WB&L時代のレスリー・ウェスト(右)。左はジャック・ブルース

### 1973年‐1974年
1973年、WBLの日本公演が企画されたが、その直前にブルースが脱退したため、急遽パパラルディが呼ばれ、マウンテンの公演に差し替えられた。この公演はパパラルディとウェストに新メンバーのボブ・マン（キーボード、ギター）とアラン・シュワルツバーグ（ドラムス）を迎えた編成で同年8月に行われ、その模様は1974年2月にライヴ・アルバム『異邦の薫り』として発表された。
その後レイングが復帰して1974年7月にスタジオ・アルバム『雪崩』を発表。国内ツアーも行なわれたが、ウェストとパパラルディの溝は埋まらず、年末に解散となる。

### 1980年代以降
1980年代に入るとウェストとレイングはマウンテンの活動再開を目論み、パパラルディが参加する可能性や名義などについて話し合った。しかしパパラルディは1983年、妻ゲイル・コリンズに射殺された。
1985年、ウェストとレイングは元コロシアムのマーク・クラーク（ベース）を迎え、スコッティ・ブラザーズ・レコードの契約を得てマウンテン名義のアルバム『風林火山』を発表した。
1994年にはザ・ジミ・ヘンドリックス・エクスペリエンスのベーシストだったノエル・レディングを迎えて新曲2曲を録音し、ライヴ活動を行なった。その後もウェストを中心に再結成を繰り返している。
2007年、オジー・オズボーン、再結成したオールマン・ブラザーズ・バンドのギタリストのウォーレン・ヘインズをゲストとして迎え、全曲ボブ・ディランのカヴァーで制作した『Masters of War』を発表。2008年には、Fortéのベーシストとして知られるレヴ・ジョーンズを迎えた編成でツアーを行った。
その後ウェストが糖尿病の合併症にかかったので、事実上の活動は2010年頃で停止した。彼は2011年に右足の切断手術を受け、2020年12月23日、心不全により死去した。

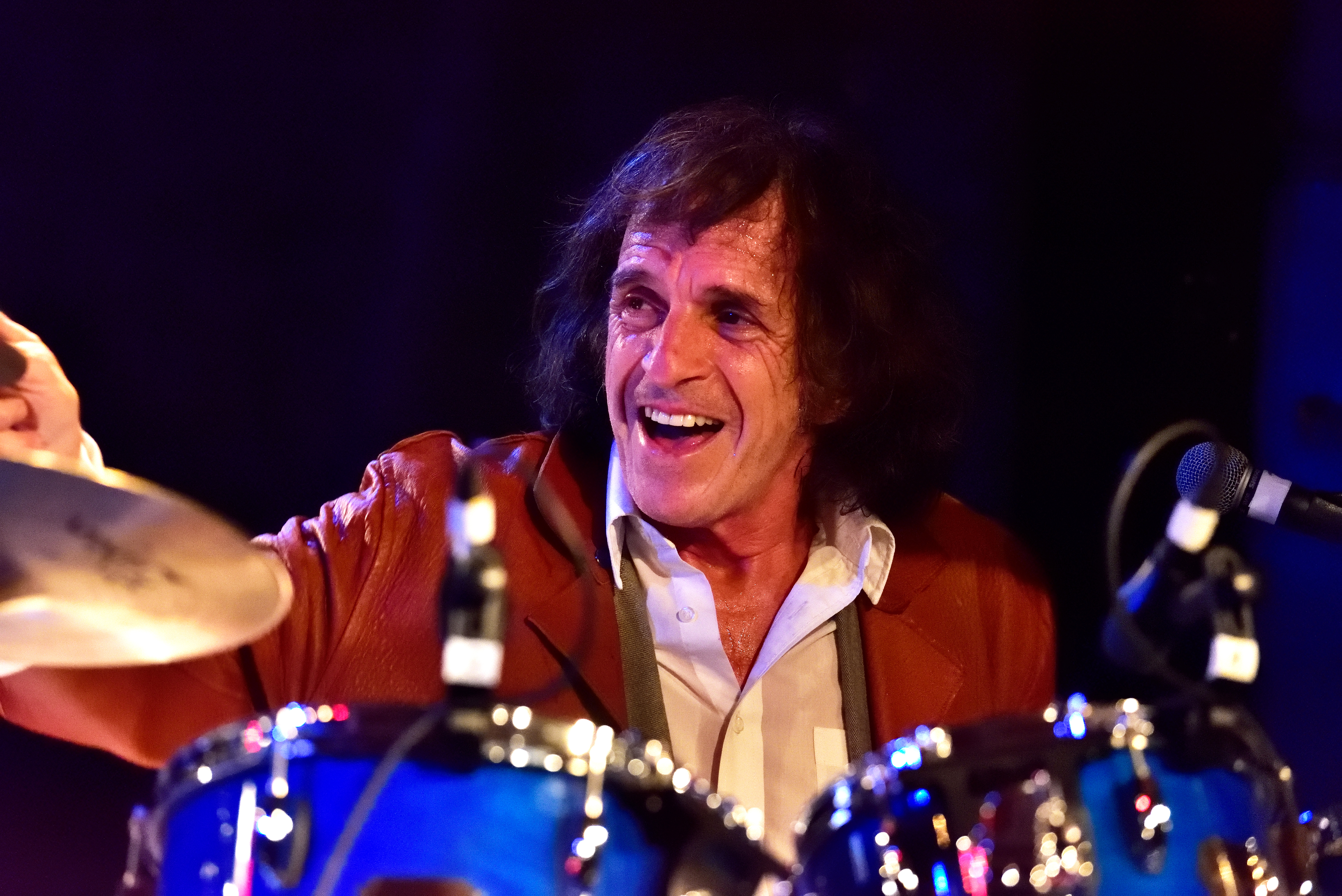
マウンテン活動停止後のコーキー・レイング（2016年）

全盛期のメンバーで唯一存命中のレイングは、コーキー・レイングス・マウンテンを結成してライブ活動を行っている。

## メンバー

### 最終ラインナップ
- レスリー・ウェスト (Leslie West) - ギター、ボーカル（1969年 - 1972年、1973年 - 1974年、1981年 - 1985年、1992年 - 1998年、2001年 - 2010年）♰RIP. 2020
- コーキー・レイング (Corky Laing) - ドラムス（1969年 - 1972年、1973年 - 1974年、1981年 - 1985年、1992年 - 1998年、2001年 - 2010年）
- レヴ・ジョーンズ (Rev Jones) - ベース（2008年 - 2010年）

### 旧メンバー
- フェリックス・パパラルディ (Felix Pappalardi) - ベース、ボーカル（1969年 - 1975年）♰RIP. 1983
- N.D.スマート (N.D. Smart) - ドラムス（1969年）
- スティーヴ・ナイト (Steve Knight) - キーボード（1969年 - 1972年）♰RIP. 2013
- ボブ・マン (Bob Mann) - ギター、キーボード（1973年）
- アラン・シュワルツバーグ (Allan Schwartzberg) - ドラムス（1973年）
- マーク・クラーク (Mark Clarke) - ベース、ボーカル（1984年 - 1985年、1995年 - 1998年）
- リッチー・スカーレット (Richie Scarlett) - ベース（1992年 - 1993年、2001年 - 2008年）
- ランディー・コーヴェン（1993年 - 1994年）♰RIP. 2014
- ノエル・レディング (Noel Redding) - ベース（1994年 - 1995年）♰RIP. 2003

## ディスコグラフィ

### スタジオ・アルバム
- 1970年 勝利への登攀 (Climbing!)
- 1971年 ナンタケット・スレイライド (Nantucket Sleighride)
- 1971年 悪の華 (Flowers of Evil)
  - スタジオ録音の新曲とライヴ録音を含む。
- 1974年 雪崩 (Avalanche)
- 1985年 風林火山 (Go for Your Life)
- 1996年 マンズ・ワールド (Man's World)
- 2002年 ミスティック・ファイア (Mystic Fire)
- 2007年 Masters of War

### ライヴ・アルバム
- 1972年 マウンテン・ライヴ 暗黒への挑戦 (Live - The Road Goes Ever On)
- 1974年 異邦の薫り (Twin Peaks)
- 2003年 グレイテスト・ヒッツ・ライヴ (Greatest Hits Live:King Biscuit Flower Hour Archive Series)

### コンピレーション・アルバム
- 1973年 ベスト・オブ・マウンテン (The Best of Mountain)
- 1995年 Over the Top

### Official Live Mountain Bootleg Series
- 2004年 Swing Auditorium, San Bernardino, CA, 1971 (Voiceprint – VPTMQ10CD)
- 2004年 Shepherds Bush Empire, London 1997 (Voiceprint – VPTMQ11CD)
- 2004年 Capitol Theatre, Passaic, New Jersey, 1973 (Voiceprint – VPTMQ012CD)
- 2005年 The Ritz Theater, New York 17 September 1985 (Voiceprint – VPTMQ013CD)
- 2006年 Fillmore East, New York 28 December 1970 (Voiceprint – VPTMQ014CD)
- 2005年 Capitol Theater, Passaic, New Jersey, 1974 (Voiceprint – VPTMQ015CD)
- 2005年 Woodstock Festival/New Canaan H.S. 1969 (Voiceprint – VPTMQ017CD)
- 2005年 Live At The Pineknob Theater 1985 (Voiceprint – VPTMQ018CD)
- 2006年 Karlshamn, Sweden 1994 (Voiceprint – VPTMQ019CD)
- 2005年 Canadian Festival Express 1970 (Voiceprint – VPTMQ020CD)
- 2006年 Live At The Brandywine Club 1981 (Voiceprint – VPTMQ021CD)
- 2005年 Olympic Auditorium, Los Angeles, CA 1970 (Voiceprint – VPTMQ023CD)
- 2006年 Renfrew Ferry, Glasgow, Scotland. 2005 (Voiceprint – VPTMQ046CD)
- 2006年 New Year Concert 1971 (Voiceprint – VPTMQ047CD)
- 2006年 Scala Ludwigsberg 1996 (Voiceprint – VPTMQ048CD)
- 2006年 Tempe Arizona 1982 (Voiceprint – VPTMQ049CD)

### 関連アルバム
- 1969年 マウンテン (Leslie West/Mountain)
  - マウンテンのデビュー前に発表されたウェストの初のソロ・アルバムである。パパラルディとスマートが参加。

## 日本公演

### 1973年
- 8月25日 東京・日本武道館
- 8月28日 名古屋・名古屋市公会堂
- 8月29日 京都・京都会館
- 8月30日 大阪・大阪厚生年金会館
- 8月31日 広島・広島郵便貯金ホール